# 1. FC Kaiserslautern
Az 1. FC Kaiserslautern (röviden 1. FCK vagy FCK) német labdarúgóklub, amely Kaiserslauternben, a Rajna-vidék–Pfalz tartományban működik. A klub 1900. június 2-án jött létre FC 1900 néven a Germania 1896 és az FG Kaiserslautern egyesüléséből. Később beleolvadt még az 1901-ben alapított FC Palatia és az 1902-ben alakult FC Bavaria. Az így létrejött új klub neve FV 1900 Kaiserslauternre változott. 1929-ben újabb klubegyesülés történt: az SV Phönix beolvadásával jött létre az FV Phönix-Kaiserslautern, majd három évvel később nyerte el végső, ma is használatos nevét.  Az 1997–1998-as bajnokságot újoncként nyerte meg a Lautern, soraiban Hrutka Jánossal és Szűcs Lajossal. Ezt követően az első- és a másodosztály között ingázott a klub, utoljára 2012 nyarán esett ki a Bundesligából. A csapat a 2017-18-as idény végén kiesett a másodosztályból a Bundesliga 3-ba.

## Sikerek
- Német bajnok: 1950-51, 1952-53, 1990-91, 1997-98
- Német másodosztály bajnoka: 1996-97, 2009-2010
- Német Kupa győztes: 1990, 1996
- UEFA-kupa elődöntős: 1982, 2001
- UEFA Bajnokok Ligája negyeddöntős: 1999
- Német Kupa döntős: 1961, 1972, 1976, 1981, 2003
- Német szuperkupa győztes: 1991

## Híres játékosok
| - Michael Ballack - Andreas Brehme - Hans-Peter Briegel - Horst Eckel - Miroslav Klose - Werner Kohlmeyer - Stefan Kuntz | - Olaf Marschall - Werner Liebrich - Josef Pirrung - Klaus Toppmöller - Martin Wagner - Fritz Walter - Ottmar Walter | - Miroslav Kadlec - Pavel Kuka - Thomas Dooley - Ronnie Hellström - Roland Sandberg - Ciriaco Sforza - Marian Hristov |

## Jelenlegi keret
2020. október 8. alapján
| #  |     | Poszt | Név                                             |
| -- | --- | ----- | ----------------------------------------------- |
| 1  | BIH | K     | Avdo Spahić                                     |
| 3  | GER | V     | Marvin Senger (kölcsönben a FC St. Pauli-tól)   |
| 4  | GER | V     | Alexander Winkler                               |
| 5  | GER | V     | Kevin Kraus                                     |
| 6  | TUR | KP    | Hikmet Çiftçi                                   |
| 7  | GER | CS    | Marlon Ritter                                   |
| 8  | GER | KP    | Nicolas Sessa                                   |
| 9  | GER | CS    | Marvin Pourié (kölcsönben a Karlsruher SC-től)  |
| 10 | GER | KP    | Simon Skarlatidis                               |
| 11 | GER | KP    | Kenny Prince Redondo                            |
| 13 | GER | K     | Jonas Weyand                                    |
| 15 | GER | KP    | Luca Jensen                                     |
| 16 | GER | V     | Jean Zimmer                                     |
| 17 | GER | KP    | Tim Rieder                                      |
| 18 | MAR | KP    | Anas Ouahim (kölcsönben a SV Sandhausen-tól)    |
| 19 | GER | CS    | Daniel Hanslik (kölcsönben a Holstein Kiel-től) |

| #  |     | Poszt | Név                                        |
| -- | --- | ----- | ------------------------------------------ |
| 20 | GER | V     | Dominik Schad                              |
| 21 | GER | KP    | Hendrick Zuck                              |
| 22 | GER | KP    | Marius Kleinsorge                          |
| 23 | GER | V     | Philipp Hercher                            |
| 24 | GER | V     | Felix Götze (kölcsönben a FC Augsburg-tól) |
| 25 | GER | KP    | Carlo Sickinger                            |
| 28 | GER | V     | Lukas Gottwalt                             |
| 29 | GER | KP    | Anil Aydin                                 |
| 30 | GER | V     | Leon Hotopp                                |
| 31 | GER | K     | Lorenz Otto                                |
| 32 | GER | CS    | Elias Huth                                 |
| 33 | LTU | CS    | Lukas Spalvis                              |
| 34 | GER | KP    | Dylan Esmel                                |
| 36 | GER | KP    | Anas Bakhat                                |
| 39 | GER | KP    | Anil Gözütok                               |
| 40 | GER | K     | Matheo Raab                                |

## Edzők
A Kaiserslautern edzői 1929-től
| - Hans Werner (1929) - Otto Schwab (1929-34) - Karl Berndt (1934-36) - Alexander Thury (1936-37) - Max Eheberg (1937-38) - Karl Berndt (1938-44) - Fritz Walter (1945-49) - Kuno Krügel (1949-50) - Richard Schneider (1950-61) - Günter Brocker (1961-65) - Werner Liebrich (1965) - Lóránt Gyula (1965-67) - Otto Knefler (1967-68) - Egon Piechaczek (1968-69) - Dietrich Weise (1969) - Lóránt Gyula (1969-71) - Dietrich Weise (1971-73) - Erich Ribbeck (1973-78) | - Karl-Heinz Feldkamp (1978-82) - Rudolf Kröner (1982-83) - Ernst Diehl (1983) - Dietrich Weise (1983) - Ernst Diehl (1983) - Manfred Krafft (1983-85) - Hannes Bongartz (1985-87) - Josef Stabel (1987-89) - Gerd Roggensack (1989-90) - Karl-Heinz Feldkamp (1990-92) - Rainer Zobel (1992-93) - Friedel Rausch (1993-96) - Eckhard Krautzun (1996) - Otto Rehhagel (1996-00) - Andreas Brehme (2000-02) - Karl-Heinz Emig (2002) - Eric Gerets (2002-04) - Kurt Jara (2004-05) | - Hans Werner Moser (2005) - Michael Henke (2005) - Wolfgang Wolf (2005-07) - Wolfgang Funkel (2007) - Kjetil Rekdal (2007-08) - Alois Schwartz (2008) - Milan Šašić (2008-09) - Alois Schwartz (2009) - Marco Kurz (2009-2012) - Gerald Ehrmann és Oliver Schäfer (2012) - Kraszimir Balakov (2012) - Franco Foda (2012-13) - Oliver Schäfer (2013) - Kosta Runjaic (2013-15) - Konrad Fünfstück (2015-16) - Tayfun Korkut (2016) |